# 2738 Viracocha
2738 Viracocha là một tiểu hành tinh vành đai chính với chu kỳ quỹ đạo là 1640.0743045 ngày (4.49 năm).
Nó được phát hiện ngày 12 tháng 3 năm 1940.